# Communauté de communes du Haut-Clocher
Pour l’article homonyme, voir Haut-Clocher.
La communauté de communes du Haut Clocher est une ancienne communauté de communes française, qui était située dans le département de la Somme, en région Hauts-de-France.

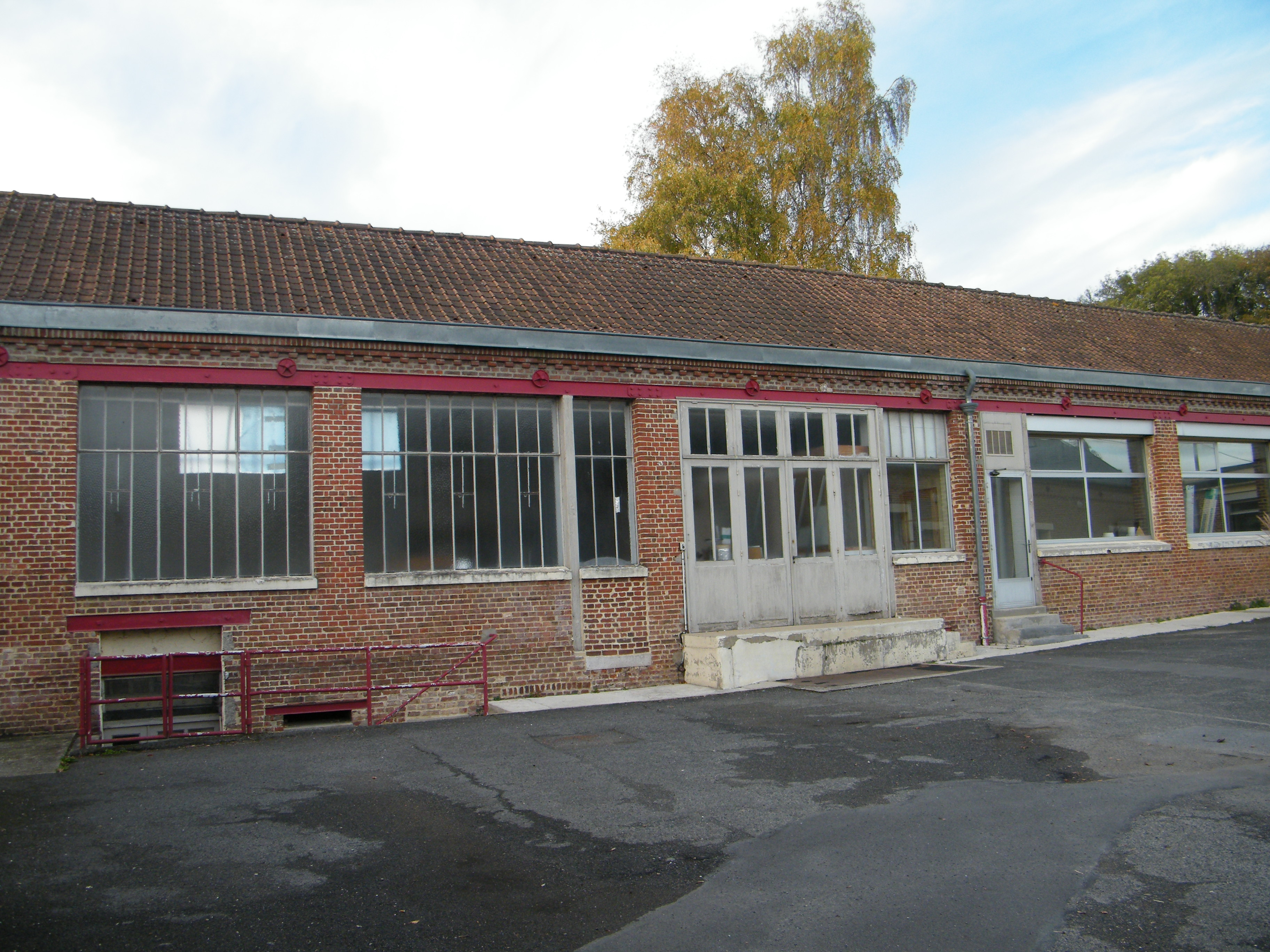
Ancien siège de la communauté.

## Historique
La communauté de communes, qui succédait à un SIVOM créé en 1970,  a été instituée par un arrêté préfectoral du 24 décembre 1999.
Dans le cadre des dispositions de la loi portant nouvelle organisation territoriale de la République du 7 août 2015, qui prévoit que les établissements publics de coopération intercommunale (EPCI) à fiscalité propre doivent avoir un minimum de 15 000 habitants, la préfète de la Somme propose en octobre 2015 un projet de nouveau schéma départemental de coopération intercommunale (SDCI) qui prévoit la réduction de 28 à 16 du nombre des intercommunalités à fiscalité propre du Département. 
Ce projet prévoit la « fusion des communautés de communes Authie-Maye, de Nouvion et du Haut Clocher », le nouvel ensemble de 33 300 habitants regroupant 71 communes,, retrouvant ainsi les limites de l’ancien syndicat du Ponthieu-Marquenterre. À la suite de l'avis favorable des intercommunalités concernées (malgré les réticences de certaines communes), et de la commission départementale de coopération intercommunale en janvier 2016, la préfecture sollicite l'avis formel des conseils municipaux et communautaires concernés en vue de la mise en œuvre de la fusion le 1er janvier 2017.

## Territoire communautaire

### Géographie
Le territoire de l'intercommunalité regroupe les communes qui constituaient, jusqu'au redécoupage cantonal de 2014 en France,   l'ancien canton d'Ailly-le-Haut-Clocher.

### Composition
La communauté de communes est composée des 20 communes suivantes :
| Nom                           | Code Insee | Gentilé         | Superficie (km2) | Population (dernière pop. légale) | Densité (hab./km2) |
| ----------------------------- | ---------- | --------------- | ---------------- | --------------------------------- | ------------------ |
| Ailly-le-Haut-Clocher (siège) | 80009      | Aillacois       | 10,81            | 950 (2014)                        | 88                 |
| Brucamps                      | 80145      |                 | 6,37             | 142 (2014)                        | 22                 |
| Buigny-l'Abbé                 | 80147      | Buignotins      | 7,22             | 329 (2014)                        | 46                 |
| Bussus-Bussuel                | 80155      | Bussuellois     | 8,16             | 314 (2014)                        | 38                 |
| Cocquerel                     | 80200      | Cocquerellois   | 9,54             | 236 (2014)                        | 25                 |
| Coulonvillers                 | 80215      | Coulonvillerois | 9,47             | 242 (2014)                        | 26                 |
| Cramont                       | 80221      | Cramontois      | 9,56             | 307 (2014)                        | 32                 |
| Domqueur                      | 80249      | Domqueurois     | 8,37             | 306 (2014)                        | 37                 |
| Ergnies                       | 80281      | Ergniésiens     | 1,96             | 185 (2014)                        | 94                 |
| Francières                    | 80344      |                 | 5,81             | 203 (2014)                        | 35                 |
| Gorenflos                     | 80380      |                 | 6,17             | 236 (2014)                        | 38                 |
| Long                          | 80486      | Longiniens      | 9,19             | 629 (2014)                        | 68                 |
| Maison-Roland                 | 80502      |                 | 4,91             | 117 (2014)                        | 24                 |
| Mesnil-Domqueur               | 80537      |                 | 3,49             | 82 (2014)                         | 23                 |
| Mouflers                      | 80574      |                 | 3,53             | 89 (2014)                         | 25                 |
| Oneux                         | 80609      | Oneuxois        | 12,49            | 376 (2014)                        | 30                 |
| Pont-Remy                     | 80635      | Pont-Rémois     | 9,93             | 1 466 (2014)                      | 148                |
| Saint-Riquier                 | 80716      | Centulois       | 14,48            | 1 243 (2014)                      | 86                 |
| Villers-sous-Ailly            | 80804      |                 | 6,26             | 190 (2014)                        | 30                 |
| Yaucourt-Bussus               | 80830      |                 | 7,03             | 233 (2014)                        | 33                 |

## Organisation

### Siège
L'intercommunalité a son siège à Ailly-le-Haut-Clocher, 1, rue d'Ergnies.

### Élus
La communauté de communes est administrée par son conseil communautaire, composé de conseillers municipaux, désignés sensiblement en fonction de la population de chacune des communes membres.
Le conseil communautaire d'avril 2014 a réélu son président, le sénateur Daniel Dubois, et ses 8 vice-présidents, qui sont :
1. Antoine Berthe, maire d'Ailly-le-Haut-Clocher, délégué aux finances, au territoire et à l'habitat ;
2. Jocelyne Martin, maire-adjointe de Saint-Riquier, déléguée  à l'éducation ;
3. Jean-Marie Surowiec, maire de Long, délégué aux bâtiments ;
4. James Hécquet, maire de Coulonvillers, délégué au développement économique ;
5. Daniel Marcassin, maire de Yaucourt-Bussus, délégué à l'animation culturelle et sportive ;
6. René Cat, maire de Buigny-l'Abbé, délégué à la voirie ;
7. Mathieu Doyer, maire de Boussus-Bussuel, délégué à l'environnement et au tourisme ;
8. Jean-Claude Dulys, maire de Francières, délégué aux personnes âgées[10].

### Liste des présidents
| Période                                  | Période          | Identité      | Étiquette | Qualité |
| ---------------------------------------- | ---------------- | ------------- | --------- | --- |
| Les données manquantes sont à compléter. |                  |               |           | |
| 1995                                     | 31 décembre 2016 | Daniel Dubois | NC        | Maire d'Oneux (1989 → 2004) Sénateur de la Somme (2004 → ) Conseiller général d'Ailly-le-Haut-Clocher (1998 → 2015) Président du conseil général de la Somme (2004 → 2008) |

### Compétences
L'intercommunalité exerce les compétences qui lui ont été transférées par les communes membres, dans les conditions fixées par le code général des collectivités territoriales.

### Régime fiscal et budget
La Communauté de communes est un établissement public de coopération intercommunale à fiscalité propre.
Afin d'assurer ses compétences, la communauté de communes perçoit une fiscalité additionnelle aux impôts locaux perçus par les communes, avec fiscalité professionnelle de zone et sans fiscalité professionnelle sur les éoliennes.
Elle finance également le service de collecte et de traitement des ordures ménagères par la taxe d'enlèvement des ordures ménagères.